# 泰特林 (阿拉斯加州)
泰特林（英語：Tetlin）是位於美國阿拉斯加州東南費爾班克斯人口普查區的一個人口普查指定地區。根據2010年美國人口普查，該地人口為127人，而該地的面積約為186.40平方千米。

## 地理
泰特林的座標為63°08′16″N 142°31′28″W / 63.13778°N 142.52444°W，而該地的平均海拔高度為532米（即1745英尺）。